# Übersetzen
Die Fachzeitschrift Übersetzen (bis H.1, 1997: Der Übersetzer. Diskussionsbeiträge und Informationen) wurde 1965 als Verbandszeitschrift für den Verband deutschsprachiger Übersetzer literarischer und wissenschaftlicher Werke, VdÜ, mit variierenden Erscheinungs-Intervallen gegründet. Die Zeitschrift erscheint heute halbjährlich und informiert die Öffentlichkeit über die Tätigkeit aller deutschsprachigen Übersetzer literarischer und wissenschaftlicher Werke, vor allem inhaltlich-berufspraktisch, aber auch mit Bezug auf die rechtliche und wirtschaftliche Lage der in der Regel freischaffenden Literaturübersetzer im Verhältnis zu den Verlagen.
In den Beiträgen werden der Beruf und die Kunst des literarischen Übersetzens beschrieben, in Vergangenheit, Gegenwart und in der Zukunft, auch bezogen auf einzelne Fremdsprachen, die bei Übersetzern „Ausgangssprache“ heißen. Die Zeitschrift porträtiert bemerkenswerte Personen aus der eigenen und aus verwandten Branchen, z. B. aus dem Verlagswesen, sie bringt Veranstaltungsberichte von besonderen Anlässen sowie die Würdigungen, die ihre Autoren – meist als Reden – zu jüngst verliehenen Übersetzerpreisen verfasst haben. Es gibt Beiträge über das sich wandelnde Berufsbild oder über einzelne Übersetzungsansätze oder andere Herausforderungen, in einem Forum tauschen sich die Übersetzer untereinander aus.
Regelmäßig erscheinen auch Beiträge zur Berufskunde literarischer Übersetzer sowie Rezensionen zu fachbezogenen Büchern oder Websites, ferner gibt es eine PC-Rubrik mit Links und Tipps zum Gebrauch elektronischer Medien im Beruf.

## Redaktion
Seit ihrer Gründung wird Übersetzen von ehrenamtlichen Redakteuren gestaltet, auch die Texte erstellen Mitarbeiter honorarfrei. Die Zeitschrift ist ein Gemeinschaftsprojekt des gesamten Verbands, zusätzlich wirken Unterstützer von außen mit. Seit 2016 steht der Redaktion ein achtköpfiger Beirat zur Seite.
Die Redaktion besteht 2017 aus:
- Sabine Baumann
- Anke Burger
- Gesine Schröder
- Maike Dörries

## Online-Auftritt und Archiv
2016 ging die Website der Zeitschrift online. Ein Archiv der bisherigen Ausgaben ist vorhanden und mit Schlagworten („Themen“) oder Autorennamen alphabetisch zu erschließen. Weit zurückliegende Nummern von „Der Übersetzer“ sind derzeit (2017) noch nicht online, das Archiv wird kontinuierlich ausgebaut. Zudem finden Würdigungen für Preisträger, die im Print als Auszug abgedruckt sind, dort ungekürzt Platz. Neue Hefte sind ein halbes Jahr nach dem Erscheinen kostenfrei online zugänglich. Heft 1 eines Jahres erscheint im April, Heft 2 im Oktober.
Alle Hefte ab Nr. 1 sind als Druckausgabe und digital archiviert durch ein Europäisches Übersetzer-Kollegium in Straelen und dort einzusehen. Verschiedene Jahrgänge findet man in einschlägigen Fachbibliotheken der drei deutschsprachigen Länder, bisweilen auch in weiteren Ländern, insbesondere in manchen Goethe-Instituten.